# Camarina

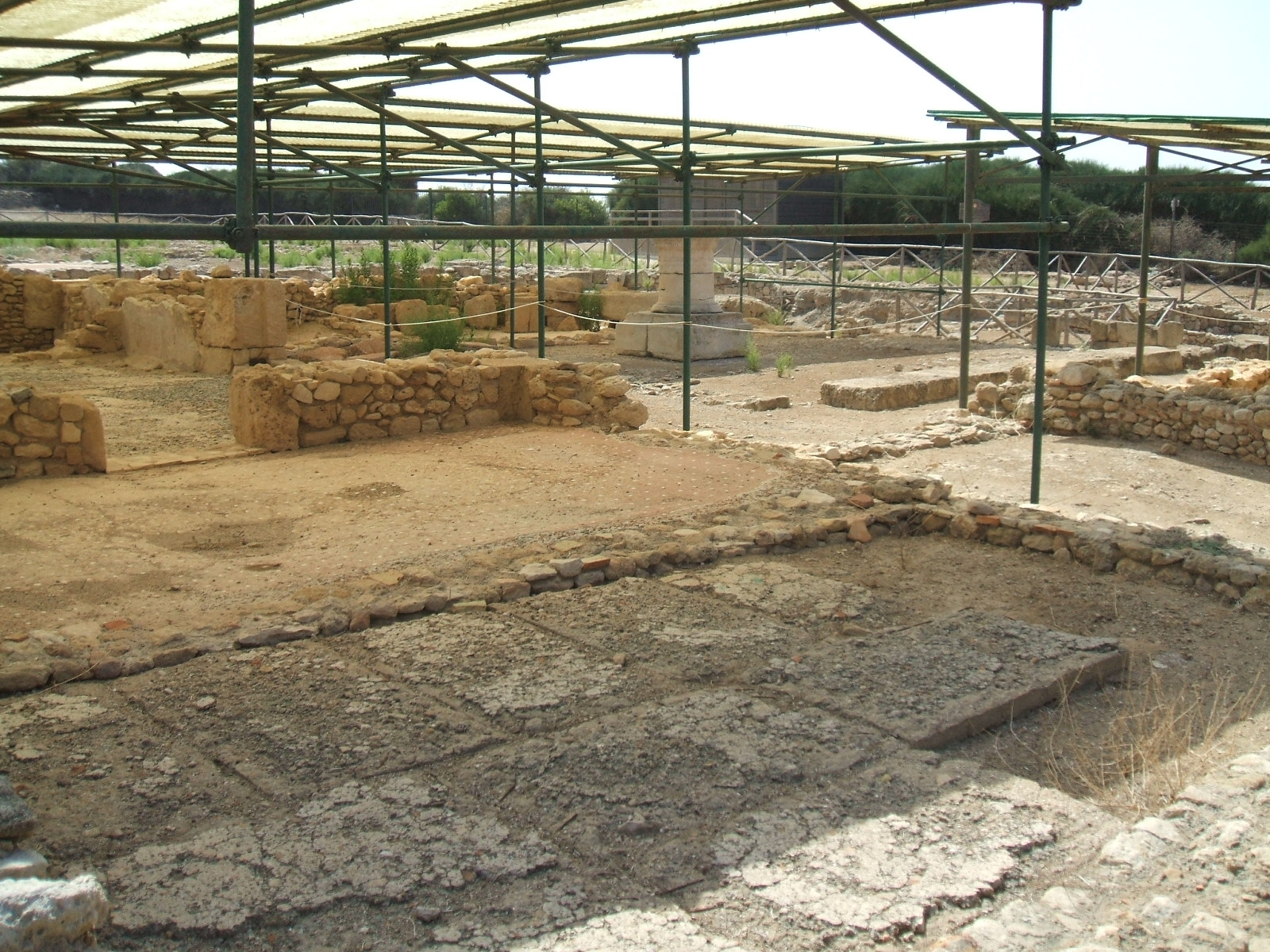

Camarina foi uma antiga cidade na costa sul da Sicília no sul da Itália. As ruínas do local estão localizadas a sul da atual aldeia de Scoglitti, na comuna de Vittoria da província de Ragusa.
Foi fundada em 599 a.C.
Sua destruição total data de 853 d.C.